# Homopolaire
La composante homopolaire d'une grandeur triphasée est l'une des trois composantes de la décomposition par la méthode des composantes symétriques: 
- Homopolaire (L'index 0 est utilisé pour l'identifier comme {\displaystyle V_{0}})
- Direct (L'index 1 est utilisé pour l'identifier comme {\displaystyle V_{1}})
- Indirect (L'index 2 est utilisé pour l'identifier comme {\displaystyle V_{2}})

Remarque importante : ces grandeurs sont des nombres complexes qui représentent les grandeurs sinusoïdales correspondantes (Cf. transformation complexe).
On peut aussi les représenter par des vecteurs de Fresnel, auquel cas les relations ci-dessous s'écrivent sous forme vectorielle.

## Relations de bases
La composante homopolaire de la tension et du courant d'un système triphasé (a, b et c) se calcule grâce à la matrice de Fortescue:
{\displaystyle V_{0}={\frac {1}{3}}(V_{a}+V_{b}+V_{c})}
{\displaystyle I_{0}={\frac {1}{3}}(I_{a}+I_{b}+I_{c})}
Ainsi d'un système équilibré: 
{\displaystyle V_{0}=0\,}
{\displaystyle I_{0}=0\,}
Le courant de neutre {\displaystyle I_{n}=(I_{a}+I_{b}+I_{c})\,} dans un branchement étoile d'une charge est donc lié au courant homopolaire par la relation: 
{\displaystyle I_{n}=3I_{0}\,}

## Impédance homopolaire

### Composants symétriques de l'impédance
Soit la matrice de Fortescue {\displaystyle A\,} telle que
{\displaystyle A={\begin{bmatrix}1&1&1\\1&{\underline {a}}^{2}&{\underline {a}}\\1&{\underline {a}}&{\underline {a}}^{2}\\\end{bmatrix}}}
on a les relations matricielle suivantes :
{\displaystyle I_{abc}=AI_{012}\,}
{\displaystyle V_{abc}=AV_{012}\,}
Sachant que les impédances dans un système triphasé peuvent être représentées par une matrice à 3x3 éléments et s'exprime par la relation :
{\displaystyle V_{abc}=Z_{abc}I_{abc}\,}
Alors la matrice correspondante dans la théorie des composants symétriques est:
{\displaystyle Z_{012}=A^{-1}Z_{abc}A\,}
Ce qui donne un équivalent de notre système triphasé régit par l'équation:
{\displaystyle V_{012}=Z_{012}I_{012}\,}
{\displaystyle Z_{0}\,} est l'impédance propre de la composante homopolaire avec: 
{\displaystyle Z_{0}={\frac {1}{3}}(Z_{aa}+Z_{bb}+Z_{cc}+2Z_{ab}+2Z_{ac}+2Z_{bc})\,}

### Cas de la charge symétrique
Une charge symétrique est une charge ou l'impédance propre est la même pour les trois phases et l'impédance mutuelle est la même entre les trois phases. 
{\displaystyle Z_{aa}=Z_{bb}=Z_{cc}\,}
{\displaystyle Z_{ab}=Z_{ac}=Z_{bc}\,}
Ainsi, toute la puissance des composants symétriques se révèlent ici car l'impendance transformé par Fortescue est diagonale avec les composantes diagonales:
- Impédance homopolaire {\displaystyle Z_{0}=Z_{aa}+2Z_{ab}\,}
- Impédance direct et indirect {\displaystyle Z_{1}=Z_{2}=Z_{aa}-Z_{ab}\,}

### Cas de la charge équilibrée en étoile avec neutre relié à la terre
Les tensions sont exprimées par rapport à la tension 0 de la terre. L'impédance entre le neutre et la terre est {\displaystyle Z_{n}} et l'impédance d'une phase est {\displaystyle Z_{Y}\,}. Ainsi :
{\displaystyle V_{a}=V_{an}+V_{ng}=Z_{Y}I_{a}+Z_{n}I_{n}=(Z_{Y}+Z_{n})I_{a}+Z_{n}I_{b}+Z_{n}I_{c}\,}
Ce cas est en fait un cas de charge symétrique avec:
{\displaystyle Z_{aa}=Z_{bb}=Z_{cc}=Z_{Y}+Z_{n}\,}
{\displaystyle Z_{ab}=Z_{ac}=Z_{bc}=Z_{n}\,}
Et donc: 
- Impédance homopolaire {\displaystyle Z_{0}=Z_{Y}+3Z_{n}\,}
- Impédance direct et indirect {\displaystyle Z_{1}=Z_{2}=Z_{Y}\,}

Si le neutre n'est pas relié à la terre, {\displaystyle Z_{0}=\infty \,} qui est représenté par un interrupteur ouvert dans la représentation schématique des composants symétriques.

## Flux homopolaire
Les courants homopolaires créent des composantes de flux magnétiques dites homopolaires au sein d'un circuit magnétique.